# 335 v. Chr.
Portal Geschichte | Portal Biografien | Aktuelle Ereignisse | Jahreskalender | Tagesartikel

◄ |
5. Jahrhundert v. Chr. |
4. Jahrhundert v. Chr. |
3. Jahrhundert v. Chr. |
►

◄ | 350er v. Chr. | 340er v. Chr. | 330er v. Chr. | 320er v. Chr. |
310er v. Chr. |
►

◄◄ | ◄ | 338 v. Chr. | 337 v. Chr. | 336 v. Chr. | 335 v. Chr. |
334 v. Chr. |
333 v. Chr. |
332 v. Chr. |
► |
►►

## Ereignisse

### Politik und Weltgeschehen
- Alexander der Große unterwirft mit 15.000 Mann die Thraker, die sich nach dem Tod Philipps II. erhoben hatten. Danach zieht er über das Balkangebirge zur Donau, um die Triballer zu schlagen, deren Herrscher sich allerdings auf die Donauinsel Peuke zurückzieht.
- Über die obere Morava und Paionien zieht Alexander gegen die Illyrer, die er bei Pelion am Ohridsee schlägt.
- Während Alexander im Norden kämpft, erhebt sich Theben gegen die makedonische Herrschaft und vertreibt die makedonische Garnison. Athen schließt sich auf Betreiben des Demosthenes dem Aufstand an. Von Illyrien aus eilt Alexander heran und unterwirft Theben, 6.000 Einwohner lässt er töten, 30.000 in die Sklaverei verkaufen und die Stadt dem Erdboden gleichmachen. Nach diesem Exempel unterwerfen sich die übrigen Griechenstädte und geloben Alexander in Korinth ihre Gefolgschaft.

### Wissenschaft und Kultur
- Aristoteles trifft in Athen ein, wo er eine Schule, das Lykeion, gründet. Vermutlich als Vorlesungsgrundlage verfasst er in dieser Zeit das Buch Poetik, das sich mit der Dichtung und deren Gattungen befasst.

## Gestorben
- Pixodaros, Satrap von Karien
- um 335 v. Chr.: Hiketas von Syrakus, griechischer Philosoph und Astronom, Pythagoreer (* um 400 v. Chr.)
- um 335 v. Chr.: Eubulos, athenischer Staatsmann (* um 405 v. Chr.)